# Биби, Дион
Дион Биби (англ.  Dion Beebe; род. 1968, Брисбен, Квинсленд, Австралия) — австралийский кинооператор. Лауреат премии «Оскар» за лучшую операторскую работу в фильме «Мемуары гейши».

## Биография
Родился в 1968 году в городе Брисбен, Австралия. В 1972 году вместе с семьей переехал в ЮАР, учился в Технической школе в Претории. В 1989 году окончил Австралийскую школу кино, телевидения и радио в Сиднее. Снял несколько документальных лент, прежде чем пришел в игровое кино (дебют — 1991). В 2000-е годы работал по преимуществу в США. Вместе с женой создал продюсерскую компанию Deep Blue Pacific.
Член Австралийского и Американского общества кинооператоров.

## Фильмография

### Оператор
- 1992 — Авария / Crush (реж. Элисон Маклин)
- 1996 — Плавучая жизнь / Fu sheng (реж. Клара Лоу)
- 1996 — Что я написал / What I Have Written (реж. Джон Хьюз)
- 1998 — Похвала / Praise (реж. Джон Каррен)
- 1999 — Священный дым / Holy Smoke (реж. Джейн Кэмпион)
- 2000 — Богиня 1967 года / The Goddess of 1967 (реж. Клара Лоу)
- 2001 — Шарлотта Грей / Charlotte Gray (реж. Джиллиан Армстронг)
- 2002 — Эквилибриум / Equilibrium (реж. Курт Уиммер)
- 2002 — Чикаго / Chicago (реж. Роб Маршалл)
- 2003 — Тёмная сторона страсти / In the Cut (реж. Джейн Кэмпион)
- 2004 — Соучастник / Collateral (реж. Майкл Манн)
- 2005 — Мемуары гейши / Memoirs of a Geisha (реж. Роб Маршалл)
- 2006 — Полиция Майами: отдел нравов / Miami Vice (реж. Майкл Манн)
- 2007 — Версия / Rendition (реж. Гэвин Худ)
- 2009 — Девять / Nine (реж. Роб Маршалл)
- 2009 — Затерянный мир / Land of the Lost (реж. Брэд Силберлинг)
- 2011 — Зелёный фонарь / Green Lantern (реж. Мартин Кэмпбелл)
- 2013 — Охотники на гангстеров / Gangster Squad (реж. Рубен Флейшер)
- 2014 — Грань будущего / Edge of Tomorrow (реж. Даг Лайман)
- 2014 — Чем дальше в лес… / Into the Woods (реж. Роб Маршалл)
- 2016 — 13 часов: Тайные солдаты Бенгази / 13 Hours: The Secret Soldiers of Benghazi (реж. Майкл Бэй)
- 2017 — Снеговик / The Snowman (реж. Томас Альфредсон)
- 2018 — Мэри Поппинс возвращается / Mary Poppins Returns (реж. Роб Маршалл)
- 2019 — Гемини / Gemini Man (реж. Энг Ли)
- 2023 — Русалочка / The Little Mermaid (реж. Роб Маршалл)

## Награды и номинации
| - Премия «Оскар» за лучшую операторскую работу - номинировался в 2003 году за фильм «Чикаго» - Лауреат 2006 года за фильм «Мемуары гейши» - Премия BAFTA за лучшую операторскую работу - номинировался в 2003 году за фильм «Чикаго» - Лауреат 2005 года совместно с Полом Кэмероном за фильм «Соучастник» - Лауреат 2006 года за фильм «Мемуары гейши» - Премия «Спутник» за лучшую операторскую работу - номинировался в 2005 году за фильм «Мемуары гейши» - Лауреат 2009 года за фильм «Девять» | - Премия Американского общества кинооператоров - номинировался в 2004 году совместно с Полом Кэмероном за фильм «Соучастник» - Лауреат 2005 года за фильм «Мемуары гейши» - номинировался в 2009 году за фильм «Девять» - Премия Австралийского общества кинооператоров - Лауреат 2000 года за фильм «Похвала» - Лауреат 2006 года за фильм «Мемуары гейши» - Премия Британского общества кинооператоров - номинировался в 2002 году за фильм «Чикаго» - номинировался в 2006 году за фильм «Мемуары гейши» |